# Автошлях Т 0524
Автошля́х Т 0524 — автомобільний шлях територіального значення у Донецькій області. Пролягає територією Мар'їнського та Волноваського районів від перетину з Н15 через Вугледар — Павлівку. Загальна довжина — 21,6 км.

## Маршрут
Автошлях проходить через такі населені пункти:
| Автошлях Т 0524    |        |
| Донецька область   |        |
| Мар'їнський район  |        |
|                    | Н15    |
| Побєда             |        |
| Костянтинівка      |        |
| Волноваський район |        |
| Вугледар           |        |
| Мар'їнський район  |        |
| Павлівка           | Т 0509 |